# التقويم الأكدي
التقويم الأكدي أو التقويم الآشوري هو التقويم الذي كان يستخدمة الأكديون والعموريون والآشوريين  في بلاد الرافدين في سوريا والعراق وبقي مستعملاً منذ 4747 ق.م إلى 100 م. ولا يزال يستعمل كتقويم قومي من قبل بعض الآشوريين في العراق وسوريا وذلك بشكل مبسط واجتهادات غير موثقة.
والسنه الاكدية تبدأ بشهر نيسان حسب التقويم البابلي وتنتهي بشهر اذار
وقد كانت بداية التقويم الاكدي (الاشوري) في 4750 ق م
وكانت بدايته شرق كركوك في الشمال الشرقي للعراق في منطقة جرمو التي تعد واحدة من أقدم الجماعات الزراعية القروية في العالم
ومن الأشهر الاكادية واشهرها:
1. نيسان/ هو شهر الاله (أنو وبعل)
2. أيار/ وهو شهر الاله (ايا) سيد الشعوب[2]
3. تموز / هو شهر الاله (نتورتو)البطل الكبير
4. ايلول / هو شهر الاله (عشتار) سيدة الشعوب
5. تشرين الأول / هو شهر الاله (شمش) بطل كل العالم
6. تشرين الثاني/ شهر اراه ساحين شهر الاله (مردوخ) أكثر الالهة حكمة
7. كانون الأول/ شهر كسلق شهر الاله (نركال) البطل الكبير
8. كانون الثاني / شهر تبت شهر الاله بابسوكال وزير الاله انو والاله عشتار
9. شباط / شهر الاله (ادد) سيد المياه والسماء والأرض
10. اذار / وهو شهر الالهه السبعة (الالهه العظام)

ولا يزال يعُمل بهذا التقويم في العراق وفي الدول العربية كذلك في تركيا ولفضه شباط ونيسان وحزيران وتموز وايلول ما زالت تستعمل في اللغة التركية إلى جانب لفضة (اوجاق _كانون الثاني) و(سارت_ اذار) و(ايكيم_ تشرين الأول) و(قاس_تشرين الثاني) و(ارالف_ كانون الأول)و(اجاك_ كانون الثاني)

## السنة البابلية الاشورية
ان تأريخ بلاد النهرين موغل في القدم ويعود إلى أكثر من ثمانية آلاف سنة، وقد حدد من خلال التنقيبات والمكتشفات الاثارية وبالتحديد في منطقة (جرمو) التي تعد من أقدم المستوطنات الزراعية في بلاد النهرين بل وفي الشرق الادنى عامة.وقد اكتشفت في عام 1948 عندما باشرت في التنقيب فيها بعثة اثارية أمريكية من جامعة شيكاغو، إذ اسفرت هذه التنقيبات عن وجود دلائل تشير إلى ان سكان هذه المنطقة كانوا يعيشون في بيوت بسيطة، ويعود عهد هذه المستوطنة الزراعية التي تقع اثارها على بعد 11 كم شرق جمجمال وحسب الاختبارات التي اجريت على طبقات الأرض بواسطة الكربون الاشعاعي إلى 8830 سنة وفي اختبار اخر إلى 11240 سنة.
في خلال المكتشفات وجدت أسماء لسبعة عشر حاكماً حكموا في جرمو في فترات متأخرة، وكان الخامس عشر بينهم هو (اشبويا) الذي بنى من الحجارة والطين بيتاً للاله اشور وسماه (هيكل الاله اشور) وكتب بالخط المسماري يقول: «بنيت البيت للاله اشور...» وقد اوصى اشبويا الحكام الملوك الذين ياتون من بعده بهدم البيت ويعيدون بناءه من جديد كل 250 سنة لكي يشعر الاله اشور انه بعد كل مثل هذه الحقبة يعيش في بيت جديد.
ان هذه المكتشفات الأثرية تؤكد بشكل قاطع تاريخ الوجود الاشوري في بلاد النهرين وبذلك فهي تدحض نظرية تسلسل الاشوريون من العنصر السامي في موجات قدمت من الجنوب والتي تتحدد بفترة تقارب أربعة آلاف سنة ق.م وفق التوراة التي تستند إلى تاريخ إعادة القائد سركون الأول الحكم من سيطرة الموجات الغازية القادمة من مناطق في منغوليا وسيطرتها على البلاد لفترة تقارب 200 سنة.
وفي اكتشافات منفصلة فقد اشارت الكتابات التي دونت على أحد الالواح الطينية التي تعود إلى القرن التاسع قبل الميلاد بان أحد الملوك الاشورين اعاد بناء هيكل الاله اشور للمرة الثانية والعشرين حسب توصية اشبويا.
ومن خلال هذا الرقيم الطيني تم ايجاد الفترة التي حكم فيها اشبويا وهي 4700 سنة ق.م.وقد اكدت هذه التواريخ الاختبارات التي اجريت بواسطة الكاربون الشعاعي والتي طابقت الارقام النعتمدة من الالواح الطينية، فاعتمدت سنة 4750 تأريخاً لبناء هيكل الاله اشور وبداية التقويم البابلي الاشوري العراقي.
والعام (2003 م) يصادف سنة 6753 بابلية اشورية عراقية.